# Masködlor
Masködlor eller amfisbenider (Amphisbaenia), är en underordning i ordningen fjällbärande kräldjur (Squamata). Masködlor är anpassade till ett underjordiskt levnadssätt, de saknar ben, undantaget några få arter som har kvar små och korta främre extremiteter, har små ögon och inga synliga öronöppningar. De har en cylindrisk kropp och kilformade huvuden anpassade att gräva med. Beroende på hur masködlan gräver är nosen olika utformad, exempelvis mer kölformad eller skovelformad. Det vanliga är att huvudet pressas framåt genom jorden. En del masködlor "nickar" även huvudet så de kommer fram i jorden. De flesta masködlor är små, från 10 till omkring 30 centimeter i längd. Individer av de största arterna, som Amphisbaena alba, kan bli 50–70 centimeter långa. Masködlor ska inte blandas ihop med de likaledes benlösa kopparödlorna, vilka är egentliga ödlor.

## Utbredning
De flesta masködlor förekommer i tropiska och subtropiska områden i Afrika eller Sydamerika. I Nordamerika förekommer de säregna tvåbenta masködlorna av släktet Bipes på Kaliforniahalvön i Mexiko, samt floridamasködlan (Rhineura floridana) i Florida. En masködla, Blanus cinereus, förekommer på Iberiska halvön.

## Systematik
Masködlor har en komplicerad systematik, tidigare har ofta cirka 140 arter i tre familjer listats, men ytterligare studier har lett till en vidare uppdelning i 4-6 familjer med minst omkring 160 arter. Den största familjen är Amphisbaenidae. Familjerna Trogonophidae och Bipedidae innehåller bara ett fåtal arter vardera och familjen Rhineuridae en art. Därutöver kan Blanidae med släktet Blanus och Cadeidae med släktet Cadea betraktas som egna familjer, eller så listas de som tillhörande Amphisbaenidae.

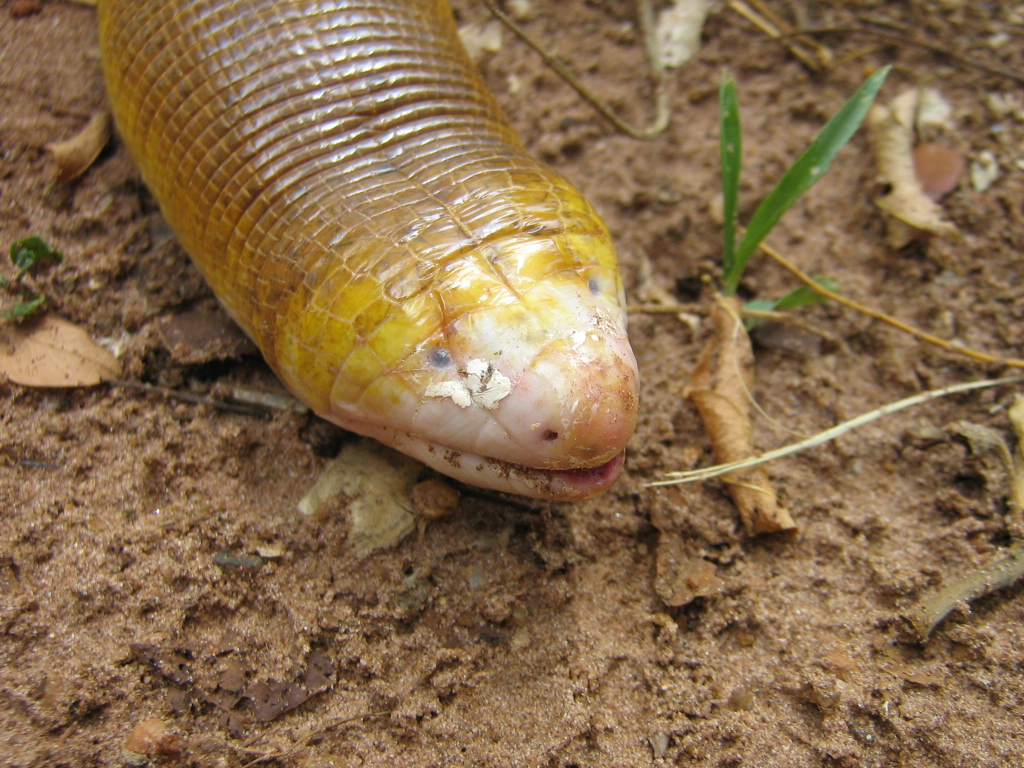
Amphisbaena alba, närbild på huvudet
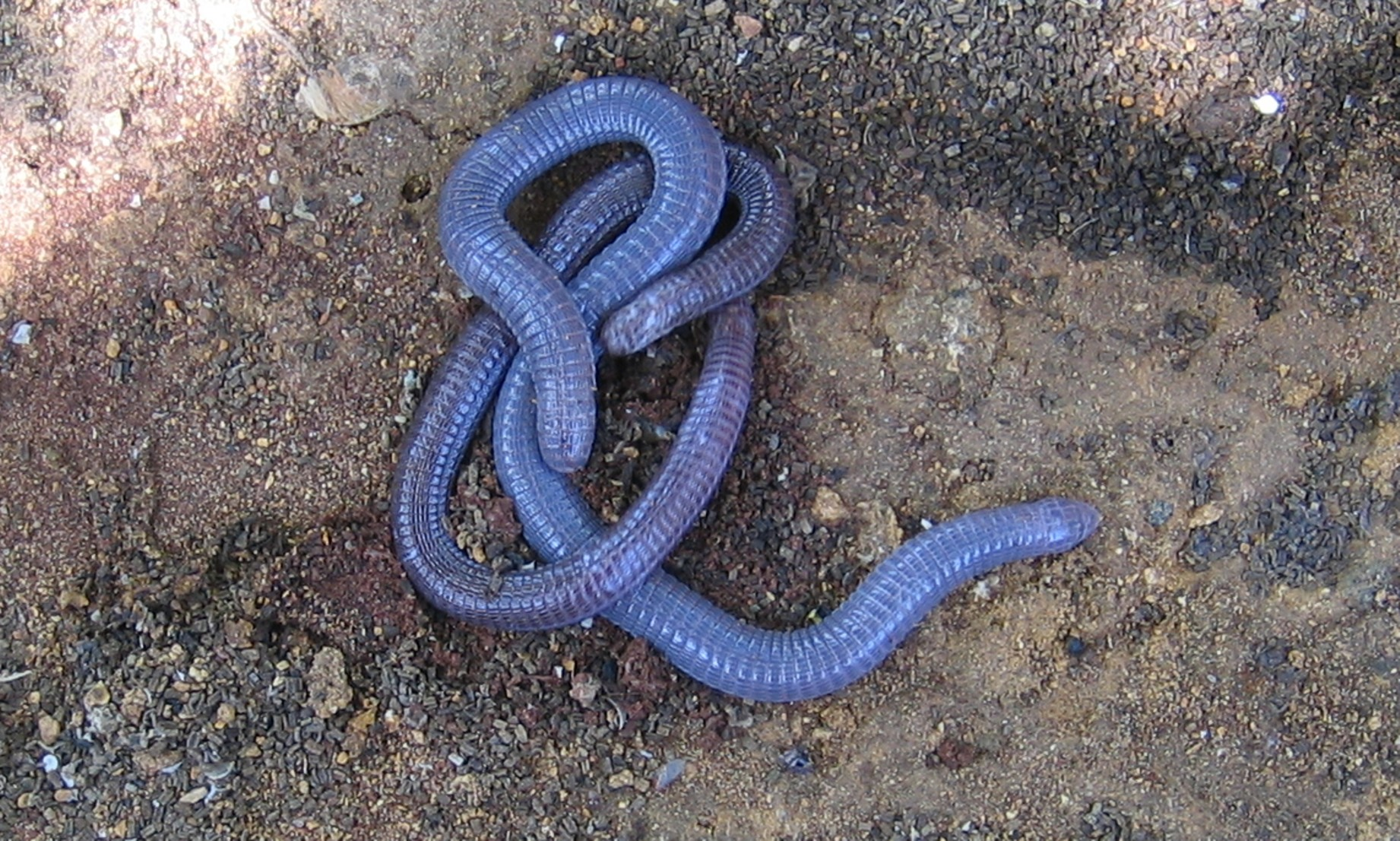
Blanus cinereus
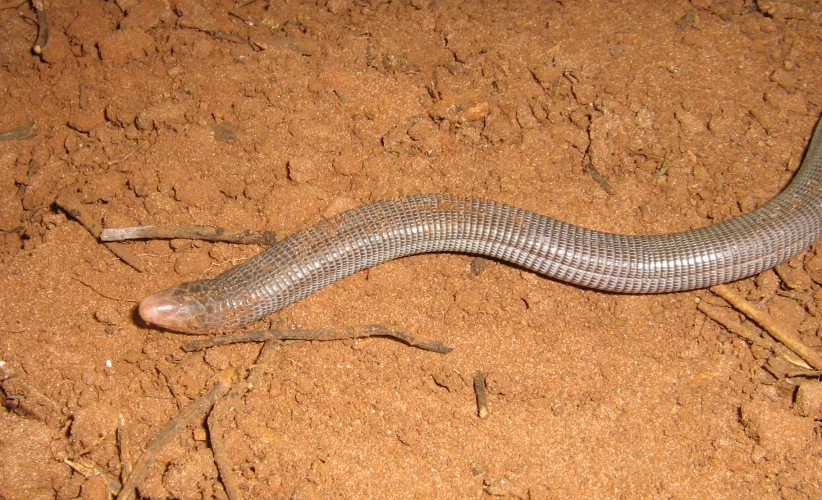
Amphisbaena mertensii